# Gmina Jabłonna
Gmina Jabłonna es un gmina rural (distrito administrativo) ubicado en el Condado de Lublin, Voivodato de Lublin, en Polonia oriental. Su asiento es el pueblo de Jabłonna, en el cual se encuentra aproximadamente a 18 kilómetros al sur de la capital regional Lublin.
El gmina cubre una área de 130.98 kilómetros cuadrados, y para 2019 su población total era de 8,044 habitantes (7,963 en 2013).

## Pueblos
Gmina Jabłonna contiene los pueblos y asentamientos de:
- Chmiel Drugi,
- Chmiel Pierwszy,
- Chmiel-Kolonia,
- Czerniejów,
- Czerniejów-Kolonia,
- Jabłonna,
- Jabłonna Druga,
- Jabłonna-Majątek,
- Piotrków Drugi,
- Piotrków Pierwszy,
- Piotrków-Kolonia,
- Skrzynice,
- Skrzynice Pierwsze,
- Skrzynice-Kolonia,
- Tuszów,
- Wierciszów
- Wolnica.

## Distritos limítrofes
El municipio de Jabłonna limita con las gminas de Bychawa, Głusk, Krzczonów, Piaski y Strzyżewice.